# Умершие в сентябре 2012 года
Это список известных людей, соответствующих установленным критериям значимости (см. Википедия:Критерии значимости персоналий), умерших в сентябре 2012 года.
Причина смерти указывается лишь в исключительных случаях (убийство, самоубийство, гибель в результате военных действий, смертная казнь, ДТП или несчастные случаи). В остальных случаях — не указывается.

## 1 сентября
- Дэвид, Хэл (91) — американский поэт-песенник, лауреат премий «Оскар» (1969) и «Грэмми» (1970)[1].
- Коренберг, Владимир Борисович (88) — Специалист в области спортивной биомеханики, спортивной метрологии, спортивной гимнастики, спортивной кинезиологии, педагогики, теоретической психологии.
- Мишель, Смарк (75) — гаитянский политик, премьер-министр Республики Гаити (1994—1995)[2] Архивная копия от 15 апреля 2019 на Wayback Machine.
- Плавинский, Дмитрий Петрович (75) — живописец, график, автор объектов и инсталляций[3].
- Теобальд, Жан-Луи (89) — один из ключевых участников французского движения Сопротивления в годы Второй мировой войны[4].

## 2 сентября
- Браннсторм, Виктор (29) — шведский футболист, сердечный приступ во время игры[5].
- Зысманов, Михаил Гаврилович (75) — мэр г. Смоленска (1991—1997)[6].
- Лебедев, Александр Иванович (81) — российский и советский актёр театра и кино[7].
- Нуниш, Эммануэл (71) — португальский композитор[8].

## 3 сентября
- Вазиров, Зокир (64) — таджикский политик, министр труда и социальной защиты населения (2007—2008), посол Таджикистана в Азербайджане (2008—2012)[9].
- Винсент, Ола (87) — нигерийский экономист и банкир, глава Центрального банка Нигерии[10].
- Дункан, Майкл Кларк (54) — американский актёр, лауреат премии «Сатурн» (2000), номинант премий «Оскар» и «Золотой глобус»[11].
- Крокетт, Эндрю (69) — один из бывших руководителей Международного валютного фонда, исполнительный директор Банка Англии[12].
- Лаззерини, Жан-Пьер (55) — французский актёр[13].
- Мун Сон Мён (92) — южнокорейский религиозный деятель, лидер Церкви Объединения[14].
- Певцов, Даниил Дмитриевич (22) — российский актёр. Сын народного артиста России — Дмитрия Певцова .
- Эль-Гохари, Махмуд (74) — египетский футболист и тренер, единственный, кто становился обладателем Кубка африканских наций и как футболист (1959) и как тренер (1998)[15].
- Ястребова, Нонна Борисовна (88) — балерина, заслуженная артистка РСФСР, последняя из учениц Агриппины Вагановой[16].

## 4 сентября
- Абу Самах, Хамзах (88) — малайзийский политик и спортивный деятель, министр молодёжи и спорта (1971—1973), президент Азиатской конфедерации футбола (1978—1994)[17].
- Авигдоров, Абрахам (83) — израильский солдат, Герой Израиля[18].
- Делели, Андре (88) — французский политик, министр торговли и ремёсел (1981—1983)[19].
- Куценко, Александр Сергеевич (72) — старейший артист Тульской областной филармонии, заслуженный артист России[20].
- Марр, Альберт (87) — американский актёр, режиссёр и продюсер, лауреат премии «Тони» за лучшую режиссуру мюзикла (1966)[21].
- Нафикова, Сарвар Нафиковна (86) — советская колхозница, тракторист, Герой Социалистического Труда (1967)[22].
- Паротт, Ян (96) — британский классический композитор[23].
- Плотников, Дмитрий Павлович (94) — участник Великой Отечественной войны, Герой России[24].

## 5 сентября
- Викторов, Александр Дмитриевич (61) — ректор Санкт-Петербургского университета сервиса и экономики; убийство[25].
- Дик, Иан (86) — австралийский крикетист и хоккеист.
- Дьяконов, Василий Николаевич (66) — глава администрации (губернатор) Краснодарского края (1991—1992)[26].
- Марен, Кристиан (83) — французский актёр[27].
- Росси, Оскар (82) — аргентинский футболист, член сборной Аргентины по футболу, участник чемпионата мира (1962)[28].
- Петров, Глеб Иоанникиевич (97) — советский селекционер-новатор, лауреат премии Совета Министров СССР[29].
- Джо Саут (72) — американский автор-исполнитель[30].
- Уваров, Александр Иосифович (84) — доктор философских наук, профессор, заведующий кафедрой философии Московского государственного технологического университета «Станкин», ректор Калининского государственного университета (1982—1986)[31].
- Фаткуллин, Губай Салимович (98) — ветеран Великой Отечественной войны, Герой Социалистического Труда[32].
- Фёдорова, Виктория Яковлевна (66) — советская и американская актриса, писательница, сценарист[33].

## 6 сентября
- Демянский, Кирилл Александрович (79) — заслуженный тренер СССР по мотокроссу[34].
- Норстрём, Бертиль (88) — шведский актёр[35].
- Хорвиц, Джером (Jerome Horwitz, 93) — американский химик и фармаколог, создатель первых антиретровирусных препаратов зидовудина, ставудина и зальцитабина[36].

## 7 сентября
- Гафур, Абдул (70) — пакистанский футболист, бывший капитан сборной Пакистана по футболу[37].
- Дрогош, Лешек (79) — польский боксер, бронзовый призёр Летних Олимпийских игр в Риме (1960)[38].
- Катаев, Юрий Русланович (58) — челябинский фотохудожник, руководитель народной фотостудии «Каменный пояс», член Союза фотохудожников России; рак[39].
- Кожевников, Пётр Валерьевич (59) — писатель, журналист, актёр[40].
- Лабазанов, Магомед Насибович (122) — старейший житель России[41].
- Максименков, Александр Иванович (60) — советский футболист[42].
- Нзоунгоу, Альфонс (74) — конголезский политик, министр юстиции (1989—1991), министр внутренних дел (1992)[43].
- Пушкин, Анисим Михайлович (91) — советский игрок в хоккей с мячом и с шайбой, нападающий и полузащитник, тренер.
- Фернандес Ардавин, Сесар (89) — испанский режиссёр и сценарист, обладатель Золотого медведя Берлинского кинофестиваля (1960) за фильм Ласарильо из Тормеса[44].
- Хотин, Олег Валентинович (47) — начальник ГУВД по Воронежской области (2006—2010), генерал-лейтенант в отставке[45]..

## 8 сентября
- Белявский, Александр Борисович (80) — советский и российский актёр театра и кино, народный артист России; несчастный случай, возможно самоубийство[46].
- Бехтольд, Адольф (86) — западногерманский футболист («Айнтрахт» Франкфурт на-Майне) (1942—1960), чемпион Германии (1959)[47].
- Галиев, Мунавир Мухаметаминович (78) — председатель колхоза «Уныш» Дюртюлинского района Башкортостана, Герой Социалистического Труда[48].
- Моггридж, Билл (69) — британский промышленный дизайнер, один из разработчиков первого в мире ноутбука[49]
- Кучеренко, Олег Сергеевич (77) — спортивный журналист, главный редактор еженедельника «Футбол»[50].
- Леонтьев, Лев Оскарович (72) — заслуженный тренер СССР по волейболу[51].
- Розе, Мартиньш (47) — латвийский политик, министр земледелия Латвии (2002—2009)[52].
- Сас, Томас (92) — американский психиатр, видный деятель Антипсихиатрии[53].
- Хуссинг, Петер (64) — западногерманский боксер, бронзовый призёр летних Олимпийских игр в Мюнхене (1972)[54].

## 9 сентября
- Айдак, Аркадий Павлович (75) — Заслуженный работник культуры Российской Федерации (1985), Заслуженный работник сельского хозяйства Российской Федерации (1997). Народный депутат СССР (1989—1991 гг)[55].
- Силва, Роберто (92) — бразильский композитор и певец, «Принц самбы»[56].
- Агумаа Анзор Семенович (54) — абхазский художник, историк, археолог, архивист. Автор трех монографий и более 20 научных статей по археологии, истории, архивному делу, а так же более 100 статей в «Абхазской энциклопедии».

## 10 сентября
- аль-Шихри, Саид Али — саудовский террорист, заместитель лидера вооружённой группировки Аль-Каида на Аравийском полуострове, убит[57].
- Каинчин, Дибаш Берукович (74) — российский алтайский писатель[58].
- Лонг, Стэнли (78) — американский оператор режиссёр и продюсер[59].
- Леголт, Лэнс (75) — американский актёр[60].
- Мацусита, Тадахиро (73) — японский политик, государственный министр по финансовой системе и по совместительству министр по реформе почтовой службы (2012), самоубийство[61].
- Моффат, Джон (89) — британский актёр[62].
- Портнов, Юрий Алексеевич (92) — советский хозяйственный деятель Новомосковска, Герой Социалистического Труда[63].
- Сухов, Анатолий Петрович (63) — заслуженный тренер РСФСР по мотоспорту[64].

## 11 сентября
- Адамян, Арнольд Арамович (77) — заведующий отделом перевязочных, шовных и полимерных материалов в хирургии Института хирургии им. А. В. Вишневского РАМН, лауреат Государственной премии РФ, академик РАМН[65]..
- Алмас Булатов (81) — Герой Социалистического Труда.
- Ливингстон, Серхио Роберто (92) — чилийский футболист, голкипер сборной Чили по футболу (1941—1954)[66].
- Пиджот, Шарль (50) — новокаледонский политик, председатель партии Каледонский союз (с 2007)[67].
- Рид, Ирвинг (88) — американский математик и инженер, один из изобретателей кодов Рида — Соломона[68].
- Стивенс, Кристофер (52) — посол США в Ливии, убит[69]..
- Чернаи, Тибор (73) — венгерский футболист, член сборной Венгрии по футболу, чемпион летних Олимпийских игр в Токио (1964)[70].
- Эвьен, Томас (39) — норвежский продюсер (Операция «Мёртвый снег»)[71].

## 12 сентября
- Артюхин, Сергей Евгеньевич (35) — российско-белорусский спортсмен (греко-римская борьба), чемпион Европы (2005), бронзовый призёр чемпионата мира (2006), брат нападающего ХК СКА Евгения Артюхина[72]
- Брзобогаты, Радослав (79) — чешский актёр[73]
- Драгомощенко, Аркадий Трофимович (66) — российский поэт, прозаик, переводчик, первый лауреат премии Андрея Белого в области прозы (1978)[74].
- Олеандров, Всеволод Леонидович (81) — начальник Управления международных организаций МИД СССР (1988—1989), Чрезвычайный и Полномочный Посол СССР[75].
- Пищ, Рафал (71) — польский гребец, бронзовый призёр летних Олимпийских игр в Мюнхене (1972) в соревнованиях байдарок-двоек[76].
- Симс, Том (62) — американский спортсмен, чемпион мира по сноуборду (1983) и по скейтборду (1975), изобретатель сноуборда в его современном виде[77].
- Уоткинс, Сид (84) — британский врач-нейрохирург, главный врач «Формулы-1» (1978—2005)[78]..

## 13 сентября
- Адитья Дев (23) — индийский бодибилдер, самый маленький культурист планеты согласно Книге рекордов Гиннесса[79].
- Лохид, Питер (84) — канадский политик, премьер-министр провинции Альберта (1971—1985)[80].
- Мисра, Ранганах (85) — председатель Верховного суда Индии (1990—1991)[81].
- Хримян, Арарат Варданович (60) — армянский хозяйственный деятель, генеральный директор Армянской железной дороги (2004—2008)[82].
- Штих, Отто (85) — швейцарский политик, президент Швейцарии (1988, 1994)[83].

## 14 сентября
- Антуан, Жак (88) — французский автор телевизионных шоу, создатель телеигры Форт Боярд и телевизионного шоу Хрустальный лабиринт[84]
- Берючевский, Алексей Алексеевич (72) — советский футболист и тренер[85].
- Велигура, Андрей Юрьевич (24) — российский спортсмен, чемпион мира (2006), Европы и России по спортивной акробатике в мужских групповых упражнениях[86].
- Григорян, Арцвин Гайкович (77) — армянский архитектор, первый заместитель председателя правления Союза архитекторов Армении, секретарь правления Союза архитекторов АССР[87].
- Данам, Стивен (48) — американский актёр[88].
- Капитановский, Максим Владимирович (64) — советский и российский музыкант, поэт и звукорежиссёр («Добры молодцы», «Лейся, песня», «Машина времени»), режиссёр, сценарист, продюсер; рак[89].
- Рекерт, Уинстон (63) — канадский актёр[90].
- Сенте, Андраш (72) — венгерский гребец, двукратный серебряный призёр летних Олимпийских игр в Риме (1960) в гребле на байдарках, двукратный серебряный призёр чемпионатов мира (1958, 1966)[91].
- Симпсон, Луис (89) — американский поэт, лауреат Пулитцеровской премии (1964)[92].
- Чупров, Дмитрий Михайлович (33) — российский шахматист, международный гроссмейстер[93].
- Шарибжанов, Ренат Мансурович (52) — российский музыкант, композитор и бас-гитарист группы «Дюна»; инфаркт[94].

## 15 сентября
- Анталпетер, Тибор (82) — венгерский волейболист и дипломат, бронзовый призёр чемпионата Европы (1950), посол Венгрии в Великобритании (1990—1995)[95].
- Ахметов, Ашимжон (62) — казахстанский государственный и общественный деятель, ректор Таразского государственного университета имени М. Х. Дулати (с 2008)[96].
- Бодсворт, Фред (93) — канадский писатель («Чужак с острова Барра»), журналист[97].
- Гармаш, Артём Владимирович (30) — Герой Российской Федерации.
- Зотов, Михаил Семёнович (97) — старейший банкир России, заместитель руководителя Госбанка СССР, управляющий Российской республиканской конторой Госбанка СССР (1959—1973)[98]..
- Казаков, Павел Николаевич (84) — советский футбольный арбитр, в 1961—1976 15 раз (национальный рекорд) входил в десятку лучших судей сезона, судья Олимпийских игр (1972), чемпионата мира (1974), финала Кубка УЕФА (1973)[99].
- Корецкий, Иван (58) — советский и молдавский журналист, собкорр АТЕМ, заместитель редактора газеты «Независимая Молдова», директор издания «Деловая газета», генеральный директор государственного информационного агентства Молдпрес[100]
- Магугу, Артур (78) — кенийский политик, министр финансов (1982—1988)[101].
- Монди, Пьер (87) — французский актёр («Парижские тайны», «Человек и его собака»)[102].
- Сударшан, К.С. (81) — индийский политик, лидер Раштрия сваямсевак сангх (2000—2009)[103].
- Ферри, Ольга (83) — аргентинская балерина и хореограф[104].

## 16 сентября
- Кройтор, Роман (85) — канадский режиссёр украинского происхождения, лауреат премии британской киноакадемии (1961), номинант на кинопремию «Оскар» (1980)[105][106]
- Маторина, Валерия Александровна (75) — советская и украинская переводчица, автор одного из наиболее удачных переводов книг Дж. Р. Р. Толкина «Хоббит» и «Властелин Колец»[107].
- Никодим (81) — митрополит Иериссоса, Святой Горы и Ардамериона (с 1981) Элладской православной церкви[108].
- Нисимия, Синъити (60) — японский дипломат, посол Японии в Китае (2012)[109].
- Рангхильда (82) — принцесса, старшая дочь короля Норвегии Улафа V, чьим именем назван Берег Принцессы Рагнхилль в Антарктиде[110].
- Циммерман, Фридрих (87) — немецкий политик, министр внутренних дел ФРГ (1982—1989), министр транспорта ФРГ (1989—1991)[111].
- Шакури, Мухаммаджон (85) — таджикский учёный, соавтор первого закона «О государственном языке», один из авторов «Толкового словаря таджикского языка», академик АН Таджикистана, академик Академии персидского языка и литературы Исламской республики Иран[112]..

## 17 сентября
- Воронин, Александр Иванович (76) — член Военного совета — начальник Политического управления Дальневосточного военного округа (1987—1991), народный депутат РСФСР (1990—1993), генерал-лейтенант в отставке[113].
- Даниэль Иссален — французский шашист, шашечный композитор и аналитик, трёхкратный чемпион Франции (1984, 1986, 1991), вице-чемпион (1976, 1983, 1987, 1993).
- Королёв, Роман Викторович (40) — российский актёр[114].
- Луценко, Валерий Фёдорович (72) — председатель Приморского крайисполкома (1986—1991)[115].
- Монтьель, Алехандро (95) — министр иностранных дел Никарагуа (1957—1961 и 1972—1977)[116].
- Соловьёв, Всеволод Николаевич (87) — ученый-конструктор, начальник и главный конструктор КБ транспортного машиностроения, член-корреспондент РАН, Герой Социалистического Труда, лауреат Ленинской премии (1972) и Государственной премии СССР (1988)[117]; (недоступная ссылка).
- Строганов, Владимир Владимирович (42) — российский футболист, игрок в мини-футбол.
- Трейн, Рассел (92) — американский государственный служащий, администратор Агентства по охране окружающей среды (1973—1977), президент Всемирного фонда дикой природы (1978—1985)[118].
- Юшкин, Николай Павлович (76) — советский и российский геолог, директор Института геологии Коми филиала АН СССР (РАН) (1985—2008), академик РАН[119].

## 18 сентября
- Каррильо, Сантьяго (97) — испанский политический деятель, генеральный секретарь Коммунистической партии Испании в 1960—1982 годах[120].
- Каунда, Бетти (84) — первая леди Замбии (1964—1991), жена Кеннета Каунды[121].
- Манисера, Хорхе (73) — уругвайский футболист, член сборной Уругвая по футболу, участник чемпионата мира (1966)[122].
- Сабол, Стив (69) — американский режиссёр, многократный лауреат премии «Эмми»; рак мозга[123]..
- Струел, Малкольм (78) — британский спортивный деятель, президент футбольного клуба Суонси Сити (1973—1982)[124].
- У Шаоцзу (73) — китайский спортивный деятель, директор Государственного комитета (управления) по делам физкультуры и спорта (1988—2000), председатель Олимпийского комитета Китайской Народной Республики (1995—1999)[125].
- Хефер, Хаим (86) — израильский поэт и автор песен[126].

## 19 сентября
- Джинанян, Грачуи Артёмовна (90) — армянская советская актриса и радиоведущая, народная артистка Армянской ССР[127].
- Кабедо, Виктор (23) — испанский велогонщик, погиб во время тренировки[128].
- Кесслер, Марв (82) — американский баскетбольный тренер[129].
- Митрович, Александар (79) — и. о. председателя Союзного Исполнительного Вече Югославии (1991—1992)[116].
- Ричардсон, Чарли (78) — британский гангстер, «крестный отец Великобритании»[130].
- Сингер, Итамар (66) — израильский историк, ведущий хеттолог в мире[131].
- Феррарио, Рино (85) — итальянский футболист, игрок Ювентуса и сборной Италии по футболу, участник чемпионата мира (1954)[132].
- Эддерли, Пол (84) — генерал-губернатор Багамских островов (2005—2006)[133].

## 20 сентября
- Бальделли, Фортунато (77) — итальянский куриальный кардинал и ватиканский дипломат, Великий пенитенциарий (2009—2012)[134].
- Барретт, Роберт (66) — австралийский писатель[135].
- Гент, Алан (85) — американский учёный, специалист по механике разрушения каучуков и пластмасс[136].
- Кантор, Григорий Александрович (67) — российский поэт и режиссёр, заслуженный деятель искусств Российской Федерации, организатор культурных мероприятий Московского еврейского общинного центра[137].
- Розендорфер, Герберт (78) — немецкий писатель и юрист[138].
- Строганов, Владимир Владимирович (42) — российский футболист. игрок в мини-футбол, игрок сборной России по мини-футболу, чемпион Европы (2003)[139].
- Такур, Динеш (65) — индийский актёр, режиссёр и сценарист, лауреат Filmfare Awards за лучший сценарий (1979) за фильм «Дом»[140].

## 21 сентября
- Бошо, Анри (99) — бельгийский писатель, психоаналитик, поэт и драматург[141] [www.livelib.ru/author/19290]
- Гадот, Гидеон (71) — израильский политик, заместитель спикера кнессета (1988—1992)[142].
- Голухова, Софья Васильевна (91) — белорусская медсестра, последняя на момент смерти белоруска, удостоенная высшей награды Международного комитета Красного Креста — медали имени Флоренс Найтингел[143].
- Кайсла, Карл Густав (68) — финский хоккейный рефери, участник трёх чемпионатов мира и олимпийского турнира. Рефери матча СССР—США на зимних Олимпийских играх в Лэйк-Плэсиде (1980), названным «Чудо на льду»[144][145].
- Кинг, Билл (102) — британский морской офицер, яхтсмен, автор, последний и старейший по возрасту британский бывший командир подводной лодки во время Второй мировой войны[146]
- Малыгин, Григорий Алексеевич (42) — российский шоумен, актёр, режиссёр культурно-массовых мероприятий, капитан команды КВН «Дети лейтенанта Шмидта»[147].
- Монтес, Оскар Антонио (88) — аргентинский политик, министр иностранных дел (1976—1977)[148].
- Рай, Майкл (94) — американский актёр[149][150].
- Стародубцева, Татьяна Александровна (54) — заслуженный тренер СССР и России, воспитавшая двукратного олимпийского чемпиона по прыжкам в воду Дмитрия Саутина[151].
- Филиппов, Юрий Иванович (85) — российский самарский художник, почетный член Творческого союза художников России и Международной Федерации художников (2006 г.)[152].
- Хассель, Свен (95) — немецкий писатель датского происхождения[153].
- Шатикова, Кристина (37) — активистка белорусской оппозиции, координатор гражданской кампании «Наш дом»[154].
- Элкана, Йехуда (78) — израильский историк и философ, президент и ректор Центрально-Европейского университета (1999—2009)[155]

## 22 сентября
- Адлер, Ирвинг (99) — американский, математик, писатель и педагог[156].
- Заволокин, Александр Дмитриевич (66) — заслуженный артист Российской Федерации, художественный руководитель ансамбля «Вечерка», брат ведущего передачи «Играй, гармонь любимая!» Геннадия Заволокина[157]
- Левов, Игорь Феликсович (50) — российский деятель СМИ, председатель Пензенской гостелерадиокомпании(1998—2006)[158].
- Палиозян, Аган (65) — архиепископ, предстоятель Австралийской и Новозеландской епархии Армянской Апостольской Церкви[159].
- Фрид, Григорий Самуилович (97) — советский и российский композитор[160].

## 23 сентября
- Атласкин, Авенир Алексеевич (94) — агроном, Герой Социалистического Труда[161].
- Битнер, Бодо (72) — западногерманский бобслеист, бронзовый призёр зимних Олимпийских игр 1976 года в в Инсбруке.

- Грачёв, Павел Сергеевич (64) — российский государственный и военный деятель, Герой Советского Союза (1988), министр обороны Российской Федерации (1992—1996), первый российский генерал армии (май 1992), острый менингоэнцефалит[162].
- Ерошина, Радья Николаевна (82) — советская лыжница, четырёхкратный призёр Олимпийских игр (Кортина-д’Ампеццо-1956), (Скво-Вэлли-1960)[163].
- Леончиков, Николай Петрович (87) — Герой Советского Союза.
- Сандерс, Корри (47) — южноафриканский боксёр-профессионал, чемпион мира (1997—2000, 2003—2004), убит во время вооружённого ограбления[164].
- Тэйттингер, Джин (89) — французский политик, министр бюджета (1971—1973), министр юстиции (1973—1974)[165].
- Фаёзов, Акбар Мирзоевич (58) — таджикский хозяйственный деятель, генеральный директор Востокредмета (с 2009)[166].

## 24 сентября
- Тхилакан (77) — индийский актёр, многократный лауреат национальных премий[167].
- Тельпис, Георгий Христофорович (74) — протоиерей, библеист, заслуженный профессор, преподаватель Санкт-Петербургской духовной академии[168].

## 25 сентября
- Бонд, Джон (79) — английский футболист («Вест Хэм Юнайтед»), главный тренер «Норвич Сити» (1973—1980) и «Манчестер Сити» (1980—1983)[169].
- Лухамбио, Алонсо (50) — мексиканский политик, министр образования (2009—2012), рак костного мозга[170].
- Уильямс, Энди (84) — американский эстрадный исполнитель и актёр, рак[171].
- Фёдоров, Анатолий Степанович (75) — двукратный призёр чемпионатов мира (1962, 1966), трёхкратный призёр чемпионатов Европы (1961, 1965, 1971) по академической гребле, заслуженный тренер СССР[172]..
- Ходосов, Иван Григорьевич (89) — бывший председатель комиссии партийного контроля при Башкирском обкоме КПСС[173]..
- Эрташ, Нешет (74?) — турецкий автор-исполнитель, известен как современный ашуг и виртуоз игры на сазе[174].

## 26 сентября
- Павел Гранкин (87) — полковник Советской Армии, участник Великой Отечественной войны, Герой Советского Союза.
- Дженовезе, Юджин (82) — американский историк, академик[175].
- Льюис, Джонни (28) — американский актёр («Суперзвезда», «Чужие против Хищника: Реквием», «Сыны анархии»)[176].
- Насер, Майя (33) — сирийский журналист (Press TV), убит в Дамаске[177].
- Федорук, Сильвия (85) — канадский политик, учёный и спортсменка, лейтенант-губернатор Саскачевана (1988—1994)[178].

## 27 сентября
- Горелик, Александр Юдаевич (67) — советский фигурист выступавший в парном катании с Татьяной Жук, серебряный призёр Олимпиады в Гренобле (1968 год)[179].
- Лом, Герберт (95) — британский актёр[180].
- Силбер, Джон (86) — американский академик, президент Бостонского университета (1971—1996).
- Стабулниекс, Улдис (66) — латышский композитор, пианист и певец[181].

## 28 сентября
- Адан, Авраам (85) — израильский военный деятель, генерал-майор, командующий Южным военным округом (1974)[182].
- Адегбите, Латиф (79) — нигерийский политик и мусульманский лидер, президент Нигерийского Олимпийского Комитета (1972—1985)[183].
- Анун, Марсель (82) — французский режиссёр[184].
- Балашов, Юрий Сергеевич (80) — российский биолог, член-корреспондент Российской академии наук[185].
- Берк, Джеймс (87) — американский бизнесмен, генеральный директор «Johnson & Johnson» (1976—1989)[186].
- Кипятков, Владилен Евгеньевич (63) — российский энтомолог, доктор биологических наук, заведующий кафедры Биолого-почвенного факультета Санкт-Петербургского государственного университета[187].
- Махмутов, Халиль Закиевич (73) — актёр Татарского государственного театра драмы и комедии им. К.Тинчиурина, народный артист Татарстана[188].
- Мещеряков, Иван Васильевич (90) — конструктор систем управления ракетно-космической техники, заместитель начальника Центрального научно-исследовательского института космических средств Министерства обороны СССР, генерал-лейтенант, Герой Социалистического Труда, Лауреат Государственной премии СССР, заслуженный деятель науки и техники РСФСР[189].
- Муравлёв, Юрий Алексеевич (85) — пианист, солист Москонцерта, профессор Московской консерватории, заслуженный артист РСФСР[190].
- О’Хара, Майкл (60) — американский актёр[191].
- Фролов, Николай Николаевич (71) — первый проректор Тульского государственного университета (1991—2006)[192].
- Хаби, Джо (55) — текстильный магнат и владелец отелей, один из богатейших людей Гватемалы, крушение вертолета[193].

## 29 сентября
- Трошенкова, Любовь Васильевна (82) — заслуженный мастер спорта СССР, четырёхкратная чемпионка СССР, двукратная чемпионка Европы, трёхкратная чемпионка мира по академической гребле[194].
- Бюссер, Карлос (84) — аргентинский военный деятель, контр-адмирал, командующий аргентинскими силами в операции «Росарио»[195].
- Камарго, Эбе (83) — бразильская телеведущая, актриса и исполнитель[196].
- Новаль, Либорио (78) — кубинский фотограф[197]
- Плескот, Вацлав (91) — и. о. министра иностранных дел Чехословацкой ССР (1968—1969)[198].
- Смит, Нейл (58) — британский географ[199].
- Сульцбергер, Артур Окс (старший) (85) — бывший издатель The New York Times, отец Артура Сульцбергера младшего[200].
- Токарев, Пётр Михайлович (66) — ведущий солист Магнитогорского театра оперы и балета, народный артист республики Башкортостан[201].
- Хазлул ибн Абдул-Азиз Аль Сауд (70) — член династии Аль Сауд, президент ФК Аль-Хиляль (Эр-Рияд)[202]

## 30 сентября
- Андриевский, Пётр Фёдорович — протоиерей Русской православной церкви, богослов.
- Архарова, Людмила Дмитриевна (63) — российская актриса[203].
- Бей, Турхан (90) — австрийский актёр турецкого и чешско-еврейского происхождения.
- Ван Чжунчэн (87) — китайский нейрохирург, директор Пекинского научно-исследовательского института нейрохиругии[204].
- Доурадо, Аутран (86) — бразильский писатель, лауреат премии Гёте (1981), лауреат премии Камоэнса (2000)[205].
- Земсков, Валерий Борисович (72) — советский и российский ученый, историк и теоретик литературы и культуры Латинской Америки, создатель современной школы отечественной гуманитарно-междисциплинарной латиноамериканистики, философ культуры[206].
- Коммонер, Барри (95) — американский биолог и эколог. Кандидат в Президенты США в 1980 году[207].
- Пахомова, Лаура (23) — латвийская топ-модель.[источник не указан 4589 дней]
- Рацер, Борис Михайлович (82) — российский драматург, писатель, поэт, комедиограф, сатирик[208]
- Рыскин, Григорий Исаакович (75) — русско-американский писатель, получивший известность благодаря повести «Ксантиппа», которая посвящена трагедии 11 сентября в США и повести «Педагогическая комедия» про советский детский дом[209].
- Саблин, Леонид Иванович (63) — депутат Совета Федерации Федерального Собрания Российской Федерации первого созыва от Ненецкого автономного округа (1994—1996), мэр Нарьян-Мара (2005—2008)[210].
- Скотт, Барбара Энн (84) — канадская фигуристка, олимпийская чемпионка 1948 года в Санкт-Морице[211].
- Шпрем, Борис (56) — председатель парламента Хорватии (с 2011)[212].